# Bernie Geoffrion

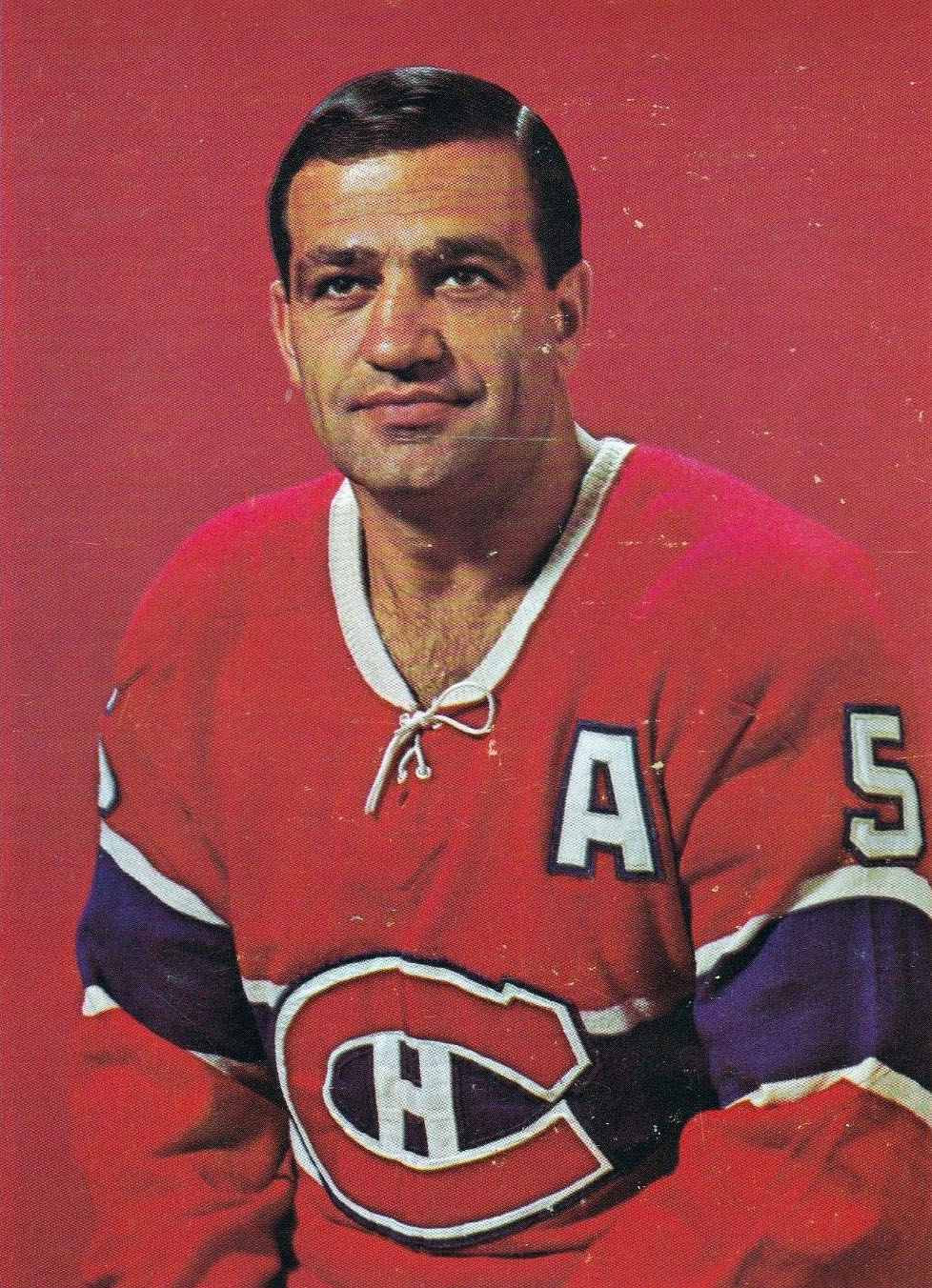
Bernie Geoffrion omstreeks 1964

Joseph André Bernard Geoffrion (Montreal (Canada), 14 februari 1931 - Atlanta 11 maart 2006), bijgenaamd Boom Boom, was een Canadese professionele ijshockeyspeler en coach. Over het algemeen beschouwd als een van de vernieuwers van de slapshot. Hij werd in 1972 opgenomen in de Hockey Hall of Fame na een 16-jarige carrière met de Montreal Canadiens en de New York Rangers in de National Hockey League (NHL).
- International Standard Name Identifier: 0000 0000 7489 1652
- Library of Congress Control Number: no2015083022
- Système universitaire de documentation: 256074321
- Virtual International Authority File: 105931942
- WorldCat: E39PBJtrPCpJPryWwgB6JtTWDq